# 공라희
공평희(孔平姬, 1989년 1월 24일 ~ )는 대한민국의 2011년 미스코리아 미(美) 출신의 배우였던 방송인이다. 2010년 미스코리아 서울 대회에 출연하였으나 입상에는 실패하였다. 이듬해인 2011년 미스코리아 서울 선(善)에 당선되면서 본선에 진출했고 이어 2011년 미스코리아 미(美)에 당선되었다. 2013년 8월에 배우로 데뷔하였다.

## 학력
- 대원외국어고등학교 프랑스어학과 졸업
- 연세대학교 불어불문학과, 신문방송학과 학사

## 프로필
- 신체: 171.8cm, 46.3kg, 34-24-35
- 수상: 2011년 미스코리아 미(美) & 포토제닉, 2011년 미스코리아 서울 선(善), 2011년 미스 투어리즘 퀸 오브 더 이어 인터내셔널 5위
- 경력: Nets Go 캠페인 홍보 대사
- 취미: 싱어송라이팅, 독서
- 특기: 외국어 회화(영어, 프랑스어), 뮤지컬 연기

## 출연 작품
- KBS2 《1 대 100》 ... 100인 (2011년 10월 4일, 2012년 1월 24일)
- KBS2 《연예가 중계》 ... 리포터 (2012년 3월 3일 ~ 11월 17일)
- CJ E&M 웹드라마 《달콤청춘》 (2015년)
- 넷플릭스 《센스8 - 시즌 2》 (2016년)
- JTBC 《미스 함무라비》 ... 김다인 역 (2018년)
- JTBC 《뷰티 인사이드》 (2018년)